# Brachycorythis
Brachycorythis es un género de orquídeas . Tiene 36 especies. Es originario de los trópicos del sur de África, Madagascar y de Asia desde el subcontinente Indio hasta Taiwán.

## Descripción
Las  especies de este género son de hábito terrestre y se encuentran principalmente en África y Madagascar, pero en Asia tropical también. En estrecha relación con el género Orchis europeo y Dactylorhiza. También cercano de Habenaria del que se diferencia en que uno tiene brácteas florales que son más grandes que las flores. Ellos se caracterizan por tener raíces fusiformes o elipsoides, un tallo de hoja que lleva numerosas superpuestas, las hojas glabras o pubescentes que da lugar a una inflorescenia terminal con muchas flores y pueden ser cultivadas como el género Phaius. Tiene sépalos libres con los pétalos unidos a la base de la columna, los labios, amplios  flabeliformes, todos  bilobulados con un seno entre los lóbulos o un apiculum central. El espolón ligeramente curvado, claviforme a  ampliamente cónica y más corto que el labio. Tiene dos polinizacines granular con caudículas cortas y viscidia desnuda.

## Lista de especies deBrachycorythis
A continuación se brinda un listado de las especies del género Brachycorythis aceptadas hasta mayo de 2011, ordenadas alfabéticamente. Para cada una se indica el nombre binomial seguido del autor, abreviado según las convenciones y usos y la publicación válida.
1. Brachycorythis acuta (Rchb.f.) Summerh., Kew Bull. 10: 238 (1955).
2. Brachycorythis angolensis (Schltr.) Schltr., Beih. Bot. Centralbl. 38(2) 113 (1921).
3. Brachycorythis basifoliata Summerh., Bull. Misc. Inform. Kew 1937: 457 (1937).
4. Brachycorythis buchananii (Schltr.) Rolfe in D.Oliver & auct. suc. (eds.), Fl. Trop. Afr. 7: 570 (1898).
5. Brachycorythis congoensis Kraenzl., Orchid. Gen. Sp.: 544 (1898).
6. Brachycorythis conica (Summerh.) Summerh., Kew Bull. 10: 244 (1955).
7. Brachycorythis disoides (Ridl.) Kraenzl., Orchid. Gen. Sp.: 543 (1898).
8. Brachycorythis friesii (Schltr.) Summerh., Kew Bull. 10: 246 (1955).
9. Brachycorythis galeandra (Rchb.f.) Summerh., Kew Bull. 10: 241 (1955).
10. Brachycorythis helferi (Rchb.f.) Summerh., Kew Bull. 10: 235 (1955).
11. Brachycorythis henryi (Schltr.) Summerh., Kew Bull. 10: 235 (1955).
12. Brachycorythis iantha (Wight) Summerh., Kew Bull. 10: 238 (1955).
13. Brachycorythis inhambanensis (Schltr.) Schltr., Beih. Bot. Centralbl. 38(2): 112 (1921).
14. Brachycorythis kalbreyeri Rchb.f., Flora 61: 77 (1878).
15. Brachycorythis laotica (Gagnep.) Summerh., Kew Bull. 10: 236 (1955).
16. Brachycorythis lastii Rolfe in D.Oliver & auct. suc. (eds.), Fl. Trop. Afr. 7: 203 (1898).
17. Brachycorythis macowaniana Rchb.f., Otia Bot. Hamburg.: 104 (1881).
18. Brachycorythis macrantha (Lindl.) Summerh., Kew Bull. 10: 236 (1955).
19. Brachycorythis menglianensis Y.Y.Qian, Acta Phytotax. Sin. 39: 278 (2001).
20. Brachycorythis mixta Summerh., Kew Bull. 10: 263 (1955).
21. Brachycorythis obcordata (Lindl.) Summerh., Kew Bull. 10: 243 (1955).
22. Brachycorythis obovalis Summerh., Kew Bull. 10: 237 (1955).
23. Brachycorythis ovata Lindl., Gen. Sp. Orchid. Pl.: 363 (1838).
24. Brachycorythis paucifolia Summerh., Kew Bull. 2: 123 (1947 publ. 1948).
25. Brachycorythis pilosa Summerh., Kew Bull. 10: 259 (1955).
26. Brachycorythis pleistophylla Rchb.f., Otia Bot. Hamburg.: 104 (1881).
27. Brachycorythis pubescens Harv., Thes. Cap. 1: 35 (1860).
28. Brachycorythis pumilio (Lindl.) Rchb.f., Flora 65: 531 (1882).
29. Brachycorythis rhodostachys (Schltr.) Summerh., Kew Bull. 10: 246 (1955).
30. Brachycorythis sceptrum Schltr., Beih. Bot. Centralbl. 38(2): 114 (1921).
31. Brachycorythis splendida Summerh., Kew Bull. 10: 240 (1955).
32. Brachycorythis tanganyikensis Summerh., Kew Bull. 16: 257 (1962).
33. Brachycorythis tenuior Rchb.f., Flora 48: 183 (1865).
34. Brachycorythis thorelii (Gagnep.) Summerh., Kew Bull. 10: 244 (1955).
35. Brachycorythis velutina Schltr., Bot. Jahrb. Syst. 53: 483 (1915).
36. Brachycorythis wightii Summerh., Kew Bull. 10: 242 (1955).